# 小行星4104
小行星4104（4104 Alu）是一颗绕太阳运转的小行星，为主小行星带小行星。该小行星于1989年3月5日发现。

## 轨道参数
小行星4104的轨道半长轴为2.5434816 UA，离心率为0.104。